# 平井豊一
平井 豊一（ひらい とよいち、1907年（明治40年）6月7日 - 1993年（平成5年）10月22日）は、日本の英文学者。法政大学名誉教授。

## 略歴
1907年（明治40年）6月7日、新潟県で生まれる。
1930年（昭和5年）に法政大学高等師範部を卒業し、1933年（昭和8年）に法政大学法文学部英文学科を卒業する。
1993年（平成5年）10月22日、心不全により死去、86歳。

## 人物
ウィリアム・シェイクスピアとジェイムズ・ジョイスを専門としており、その膨大な蔵書が法政大学図書館に平井豊一文庫（和書3702冊、洋書10320冊）
として収められている。

## 著書
- 『折にふれて-平井豊一文集』（1991）

## 共著
- 『高等英作文新講』名原広三郎 （開隆堂書店、1940）

## 註釈書
- 『イギリス社会小史』L.C.B.Seaman（南雲堂、1965）